# Боровичі (Новоржевський район)
Боровичі (рос. Боровичи) — присілок в Новоржевському районі Псковської області Російської Федерації.
Населення становить 6 осіб. Входить до складу муніципального утворення Новоржевська волость.

## Історія
Від 2015 року входить до складу муніципального утворення Новоржевська волость.

## Населення
| 2001 | 2002 | 2010 |
| ---- | ---- | ---- |
| 7    | ↗13  | ↘6   |